# Hylaeus praenotatus
Hylaeus praenotatus är en biart som beskrevs av Förster 1871. Hylaeus praenotatus ingår i släktet citronbin, och familjen korttungebin. Inga underarter finns listade i Catalogue of Life.